# 1897 في كندا
فيما يلي قوائم الأحداث التي وقعت خلال عام 1897 في كندا.

## سياسة

### تعيين في المنصب
- 1 يناير – صموئيل بينغهام عمدة أوتاوا [الإنجليزية]‏.
- 29 مايو – كليفورد ويليام روبنسون عضو الجمعية التشريعية لنيو برونزويك ‏.
- 6 أغسطس – جون شو عمدة تورونتو [الإنجليزية]‏.
- 27 نوفمبر – جيمس جونسون member of the Legislative Assembly of Manitoba ‏.

### انتهاء فترة المنصب
- 1 يناير – روبرت جون فلمنج عمدة تورونتو [الإنجليزية]‏.
- 15 ديسمبر – جيمس ميتشيل عضو الجمعية التشريعية لنيو برونزويك ‏.

## مواليد

### يناير
- 1 يناير – جيمس روني سياسي كندي.
- 1 يناير – غافن ويليامسون
- 2 يناير – أنتوني أرمسترونغ
- 3 يناير – إس. روي كيلي سياسي كندي.
- 21 يناير – إرنست مورو طيار كندي.
- 23 يناير – ويليام ستيفنسون ملاكم كندي.
- 27 يناير – فيليبالد جوزيف ماكدونالد سياسي كندي.

### فبراير
- 4 فبراير – كارل فريدريك فالكنبيرغ

### مارس
- 9 مارس – سيدني إيرل سميث سياسي كندي.
- 10 مارس – إيرل هاند
- 20 مارس – كلايتون هودسون سياسي كندي.
- 20 مارس – ويليام جون غيليسبي طيار بطل كندي.
- 27 مارس – سيريل سلاتر لاعب هوكي جليد كندي.

### أبريل
- 6 أبريل – جوديث روبنسون
- 20 أبريل – جيسي جارنت طبيبة أسنان من الولايات المتحدة الأمريكية.
- 23 أبريل – ليستر بولز بيرسون رئيس وزراء كندا.
- 30 أبريل – دينا بيلانجر عازفة بيانو كندية.

### مايو
- 3 مايو – ويليام جوزيف براون سياسي كندي.
- 19 مايو – فرد كيارني لاعب هوكي جليد كندي.

### يونيو
- 3 يونيو – جورج كارول لاعب هوكي جليد كندي.
- 5 يونيو – كينيث بومان واتسون طيار بطل كندي.
- 5 يونيو – هوارد ريد ضابط بحري كندي.
- 7 يونيو – فليتشير ستيوارت توماس سياسي كندي.
- 17 يونيو – إي. إل. إم. بورنس

### يوليو
- 4 يوليو – جيك فوربس لاعب هوكي جليد كندي.
- 8 يوليو – جيمس أوبري سيمونز سياسي كندي.
- 10 يوليو – إسحاق دونكان ماكدوغال سياسي كندي.
- 15 يوليو – إيما جوندرون
- 17 يوليو – كارسون كوبر لاعب هوكي جليد كندي.
- 22 يوليو – تشارلز فرازير لاعب هوكي جليد كندي.
- 23 يوليو – ريد دتون لاعب هوكي جليد كندي.
- 24 يوليو – تشارلز ويليام مورو سياسي كندي.

### أغسطس
- 4 أغسطس – راي فاركهارسون طبيب وأستاذ جامعي وباحث كندي.
- 19 أغسطس – جورج بوكانان فوستر محامي كندي.
- 26 أغسطس – لورانس أ. هايلاند مهندس من الولايات المتحدة الأمريكية.
- 26 أغسطس – نورمان روبرتسون متسابق يخت كندي.

### سبتمبر
- 10 سبتمبر – تشارلز هيكي
- 23 سبتمبر – والتر بيدجون ممثل كندي.
- 27 سبتمبر – جيمس إدوين هاولي جيولوجي كندي.

### أكتوبر
- 18 أكتوبر – ويليام غوردون إرنست سياسي كندي.
- 25 أكتوبر – فيليكس ألارد سياسي كندي.
- 26 أكتوبر – ألفونس دس روي سياسي أمريكي.
- 27 أكتوبر – مو هيرسكوفيتش ملاكم كندي.
- 31 أكتوبر – جيمي هربرت لاعب هوكي جليد كندي.

### نوفمبر
- 8 نوفمبر – ويليام ميلفيل الكسندر طيار بطل كندي.
- 9 نوفمبر – إرنست جيمس سالتر طيار بطل كندي.
- 9 نوفمبر – ليزلي بلاكويل سياسي كندي.
- 28 نوفمبر – جيرالد مونرو لاعب هوكي جليد كندي.

### ديسمبر
- 1 ديسمبر – بادي نولان لاعب هوكي جليد من الولايات المتحدة الأمريكية.
- 6 ديسمبر – روسكو روبسون سياسي كندي.
- 16 ديسمبر – بوبي تراب لاعب هوكي جليد كندي.
- 17 ديسمبر – جاك دوغان لاعب هوكي جليد كندي.

## وفيات

### يناير
- 1 يناير – ويليام أندرسون (مواليد 1822) سياسي كندي.
- 1 يناير – ويليام كرايغ (مواليد 1828) سياسي كندي.

### مارس
- 6 مارس – ألبرت نورتن ريتشاردز (مواليد 1821) سياسي كندي.

### يوليو
- 4 يوليو – أمور دي كوزموس (مواليد 1825)

### ديسمبر
- 15 ديسمبر – جيمس ميتشيل (مواليد 1843) مدرس من كندا.